# Diddl
Diddl ist eine Cartoonfigur des Zeichners Thomas Goletz. In den späten 1990er- und frühen 2000er-Jahren erlangten die Produkte der Diddl-Maus Kultstatus.

## Geschichte
Am 24. August 1990 fertigte Goletz die erste Skizze von „Diddl“ an, damals noch als Känguru. Aus dem Känguru entwickelte sich in späteren Skizzen dann eine Springmaus mit großen Ohren und riesigen Füßen. Den Namen „Diddl“ gab Goletz seiner Maus laut eigener Aussage einfach aus dem Grund, dass er ihr perfekt passen würde, da er „niedlich, quirlig und etwas frech“ klang. Später erfuhr er, dass der Nachname des Apostels Thomas „Didymos“ ist.
Die Diddl-Maus ist keine Comicfigur im engeren Sinne, da sie ihre ersten Auftritte nicht in Comics, Büchern oder Trickfilmen hatte, sondern ein Produkt ist, das ausschließlich für den Verkauf von Gebrauchsgegenständen erfunden wurde. Erstmals war sie im Januar 1991 auf einer 48-teiligen Postkartenserie zu sehen. Die Karten wurden schließlich begehrte Sammelobjekte, deshalb reagierte 1992 Depesche auf den Boom und brachte die ersten Plüschtier-Diddl heraus. Die ersten Diddl-Blockblätter wurden 1994 produziert und lösten bei Kindern wie teilweise auch bei Erwachsenen ein Sammel- und Tauschfieber aus. Später folgten weitere Produkte wie beispielsweise Schulranzen, Kalender, T-Shirts, Bettwäsche, Briefpapier, Tassen und Gläser.
Die 1985 mit drei Mitarbeitern gegründete Depesche Vertriebsgesellschaft zog von Hamburg nach Geesthacht, beschäftigte 2014 rund 350 Angestellte, davon 220 in Geesthacht, und hatte einen Umsatz in dreistelliger Millionenhöhe. Zudem wird begleitend eine monatlich erscheinende Zeitschrift (Diddls Käseblatt) mit einer Auflage von 340.000 Exemplaren in drei Sprachen (Deutsch, Französisch und Niederländisch) veröffentlicht, die von 2004 bis 2009 nur im Abonnement bei Depesche oder über die Händler von Diddl-Produkten beziehbar war. Seit 2009 ist sie wieder im Zeitschriftenhandel erhältlich.
Die Namen der weiteren im Laufe der Jahre von Thomas Goletz erfundenen Figuren, wie etwa die Maus Diddlina (1991), Diddls Freundin, den Teddy Pimboli (1993), der Rabe Ackaturbo (1993), den Hasen Mimihopps, die Schafe Wollywell und Vanillivi, das Pferd Galupy, Merksmir, Bibombl, Professor Diddldaddl Blubberpeng, Hampfdiddl Bogart, Milimits,Tiplitaps, Frog-Brothers, Simsaly, Diddluigi, Dimmdann, Lalunaly und Lolli Lovebear sollen vor allem eine jugendliche Zielgruppe ansprechen.
In den 1990er- und frühen 2000er-Jahren erlangten die Diddl-Produkte Kultstatus. Schreibwaren wie das beliebte Diddl-Papier, Plüschtiere usw. wurden in dieser Zeit zu beliebten Sammel- und Tauschobjekten von Kindern und Jugendlichen.
2011 wurde das Videospiel Diddl im Käsekuchenland für den Nintendo DS vom Publisher Tivola veröffentlicht.
2014 gab die Depesche Vertriebsgesellschaft bekannt, dass sie die Herstellung von Diddl-Produkten zum Jahresende beendet. Die Rechte gingen dann zurück an den Urheber Thomas Goletz. Die Vertriebs- und Vermarktungsgesellschaft Kiddinx Media fungierte seitdem als Lizenzagentur. Von der Einstellung war die Zeitschrift Diddls Käseblatt, die vom Verlag Blue Ocean Entertainment verlegt wird, nicht betroffen.
Im Jahr 2016 entschied Thomas Goletz gemeinsam mit Kiddinx Media Diddl-Produkte unter der Marke Diddl Forever neu aufzulegen. Als Hersteller und Vermarkter konnte die United Labels AG gewonnen werden. Diese Neuauflage konnte allerdings nicht annähernd an die vergangenen Erfolge anschließen und wurde daher wieder eingestellt.
Im Jahr 2022 wurde die 3D-Animationsserie Diddl Mini Movies bei YouTube veröffentlicht.
Pierre-Marin Calemard, der Generaldirektor von Kontiki, erklärte, dass Diddl-Produkte wie Plüschtiere und Schreibwaren im Oktober 2025 in Frankreich wieder neu aufgelegt werden. Die Produkte von Diddl is back sollen der Marke ein neues, aber gleichzeitig auch ein vertrautes Erscheinungsbild verleihen. Ein konkreter Plan für eine Rückkehr nach Deutschland ist jedoch noch nicht bekannt (Stand: Februar 2025).

## Liste der Charaktere
- Diddl: Hauptcharakter
- Diddlina: Eine Maus wie Diddl und seine Freundin
- Mimihopps: Ein Fuchskaninchen und Diddls Freund
- Pimboli: Ein Knuffelteddy und Freund von Diddl.
- Ackaturbo: Ein Feuerschwanzrabe und Freund von Diddl
- Bibombl: Ein Bommelschwanzsetter und Freund von Diddl
- Milimits: Ein Tigerschwanzkätzchen und Diddls Freund
- Tiplitaps: Eine Wechselpanzer-Schildkröte und Freund von Diddl
- Wollywell und Vanillivi: Ein schwarzes und ein weißes Schäfchen und Freunde von Diddl
- Galupy: Ein Wildponypferd von Diddlina und somit ein Freund von Diddl
- The Frog-Brothers: Drei Frösche und Antagonisten der Serie mit den Namen Fritt, Fratt und Friedl
- Lolli Lovebear: Ein Liebesbärchen und Freund von Diddl
- Professor Diddldaddl Blubberpeng: Eine Maus wie Diddl und Diddlina. Er ist bekannt für seine verrückten Erfindungen und ist ein Freund von Diddl
- Simsaly: Eine Blütenzauberfee. Sie wohnt zusammen mit ihren Freunden, dem kleinen Glühbienchen Dimmdann und dem rosafarbenen Einhorn Lalunaly im geheimen Feenreich Florany. Sie ist eine Freundin von Diddlina, aber nicht von Diddl
- Merksmir Lettermampf: Der schlaueste Bücherwurm der Welt. Er wohnt in der Bibliothek des Professors und wird durch das Essen dessen Bücher von Mahlzeit zu Mahlzeit immer schlauer.

## Erfolg
Im Jahr 2014 gab es etwa tausend Produkte wie Plüschtiere, Sammelbilder, Kalender, Schulranzen, PC-Spiele, Bettwäsche, Buntstifte, Badeschaum, Hörspiele, Süßigkeiten, Lippenbalsam usw., die in 26 Länder exportiert wurden. Der weltweite Umsatz mit Diddl-Produkten betrug im Jahr 2000 127 Mio. Euro, 2001 103 Mio. Euro und 2003 150 Mio. Euro.